# Джар-Ооз
Джар-Ооз (кирг. Жар-Ооз) — село в Кара-Сууском районе Ошской области Кыргызстана. Входит в состав Кашгар-Кыштакского айылного аймака.

## География
Село расположено в северо-западной части области, на расстоянии приблизительно 13 километров (по прямой) к востоко-юго-востоку от города Кара-Суу, административного центра района. Абсолютная высота — 942 метра над уровнем моря.

## Население
Согласно оценочным данным Национального статистического комитета Кыргызской Республики, численность населения села на начало 2023 года составляла 3650 человек.
| год     | 2009 | 2014 | 2015 | 2020 | 2021 | 2023 |
| ------- | ---- | ---- | ---- | ---- | ---- | ---- |
| человек | 2079 | 2182 | 2268 | 3440 | 3498 | 3650 |